# Philip Goldberg
Philip Seth Goldberg (Boston, 1 de agosto de 1956) es un diplomático estadounidense y funcionario del gobierno estadounidense. Ejerció el cargo de embajador de los Estados Unidos en Colombia desde el 19 de septiembre de 2019 hasta el año 2022.
El 6 de mayo de 2019 el presidente Donald Trump nominó a Goldberg como embajador de los Estados Unidos ante Colombia. El 1 de agosto el Senado estadounidense confirmó su nominación y el 19 de septiembre del mismo año Goldberg presentó sus credenciales ante el presidente colombiano Iván Duque.